# Adelotettix obscurus
Adelotettix obscurus är en insektsart som beskrevs av Bruner, L. 1910. Adelotettix obscurus ingår i släktet Adelotettix och familjen gräshoppor. Inga underarter finns listade i Catalogue of Life.